# Предсједник Француске Републике
Предсједник Француске Републике (фр. Président de la République française) је шеф државе и извршне власти Француске Републике. Моћ, функције и дужности пријашњих предсједника, као и њихове везе са премијером и Владом, разликовао се у зависности од француског устава.
Предсједник Француске је такође ex officio копринц Андоре, носилац националних ордена Легије части и За Заслуга и почасни протоканон Базилике Светог Јована Латеранског у Риму.
Тренутни предсједник Француске је Емануел Макрон, који је преузео функцију 14. маја 2017. године.